# Manoir de Tribschen
Le manoir de Tribschen est un manoir située dans la ville suisse de Lucerne.

## Histoire
Le manoir a été construit à la fin du Moyen Âge. Au XVIIIe siècle, il devient la propriété de la famille luncernoise am Rhyn qui le transforme pour lui donner son aspect actuel. De 1866 à 1872, le colonel Walter Ludwig am Rhyn-Schumacher loue la maison à Richard Wagner qui y composera Die Meistersinger von Nürnberg, le troisième acte de l'opéra Siegfried ainsi que le poème musical Siegfried Idyll dédié à sa femme Cosima et composé en l'honneur de son fils Sigfried.
Le manoir est acheté en 1889 par la chanteuse d'opéra Minnie Hauk qui y meurt en 1929.
En 1931, la ville de Lucerne rachète le bâtiment et le parc attenant de 30 000 m2 ; deux ans plus tard, un musée consacré au compositeur est ouvert.
Le manoir, de même que le musée qu'il accueille, est inscrit comme bien culturel suisse d'importance nationale.